# فاكلاف سيمون
فاكلاف سيمون (بالسويدية: Václav Simon)‏ هو لاعب كرة قدم ومدرب كرة قدم سويدي، ولد في 30 يونيو 1896 في ألمانيا، وتوفي في 1952 في بلدية سولنا في السويد.